# Paul Motian
 (août 2020).
Si vous disposez d'ouvrages ou d'articles de référence ou si vous connaissez des sites web de qualité traitant du thème abordé ici, merci de compléter l'article en donnant les références utiles à sa vérifiabilité et en les liant à la section « Notes et références ».
Stephen Paul Motian est un batteur et percussionniste américain de jazz, né le 25 mars 1931 à Philadelphie, Pennsylvanie et mort à Harlem le 22 novembre 2011,.

## Biographie
Issu d'une famille d’origine arménienne, Paul Motian, grandit à Providence (Rhode Island). Enfant, son intérêt pour les westerns l'amène à prendre ses premières leçons de guitare. Dans sa famille non musicienne mais très mélomane, il se nourrit de variété américaine et de musiques traditionnelles arméniennes  . Il étudie ensuite la batterie, à l'âge de douze ans et joue alors dans des orchestres scolaires jusqu'à son entrée au collège en 1949. C’est à l’âge de quinze ans qu’il commence à découvrir le jazz. Puis il participe à des concerts locaux aux environs de la ville de Providence. Engagé dans un orchestre, il part en tournée en Nouvelle-Angleterre. Il écoute alors les novateurs de l'époque : Charlie Parker, Bud Powell, Dizzy Gillespie mais aussi Max Roach.
Afin d’échapper à la guerre de Corée, Paul Motian s’engage dans la Marine. Après sa démobilisation en 1954, il s’installe à New York et débute alors sa carrière de musicien professionnel aux côtés de George Wallington et Jerry Wald. C’est chez ce dernier qu’il rencontre le pianiste Bill Evans en 1955. Quatre ans plus tard, il deviendra le batteur régulier du trio du même pianiste avec à la contrebasse Scott LaFaro (jusqu’à sa mort en 1961), Chuck Israels puis Gary Peacock. En 1956, il enregistre aux côtés de George Russell, l’année suivante, il collabore aux orchestres d’Oscar Pettiford et de Tony Scott. En 1958, il côtoie Lennie Tristano, Warne Marsh, le duo Al Cohn et Zoot Sims. John Coltrane lui proposera de devenir son second batteur dans sa formation. Motian déclinera la proposition. En 1960, durant une semaine, il remplacera Elvin Jones pour jouer avec Thelonious Monk à Boston.
Avant de quitter Bill Evans en 1964, il s’associe à Paul Bley et commence à fréquenter la nouvelle génération du jazz de l’époque : Albert Ayler, Don Cherry, Pharoah Sanders. Mose Allison l’engage dans sa formation en 1965. À la fin des années 1960, il remplace temporairement Jack DeJohnette dans le quartette de Charles Lloyd.
Keith Jarrett fait appel à Paul Motian et à Charlie Haden pour la création de son nouveau trio en 1968 ; la formation est augmentée en 1972 du saxophoniste Dewey Redman. La collaboration sera régulière jusqu’en 1977 et enregistrera de nombreux disques pour Atlantic, Impulse! puis ECM.
Ambiance sonore plus que musique de film, Paul Motian est l’auteur en 1970 de la bande-son de Punishment Park, le long-métrage réalisé par Peter Watkins.
Il participe à l’enregistrement du mythique Escalator over the Hill dans l’orchestre qu’avait réuni Carla Bley en 1971 pour la création de cet opéra jazz sur des textes de Paul Haines.
Manfred Eicher produira les premiers disques en leader du batteur sur sa firme ECM : Conception Vessel, en 1972 dans lequel on trouve notamment son goût pour les musiques traditionnelles (d’Arménie : Georgian Bay, du Japon : Ch'i Energy, du Vietnam : Inspiration from a Vietnamese Lullaby et des Indiens d’Amérique : American Indian : Song of Sitting Bull) ainsi qu’un duo avec Keith Jarrett. Puis l’album Tribute en 1974.
À l’issue de sa collaboration avec Keith Jarrett, il réunit sa première formation avec le saxophoniste Charles Brackeen et le contrebassiste David Izenzon, ce dernier sera remplacé par le norvégien Arild Andersen puis par Jean-François Jenny-Clark.
Sa nouvelle formation en 1981 est un quintette qui réunit Joe Lovano au saxophone ténor, Jim Pepper aux saxophones ténor et soprano, le guitariste Bill Frisell et le contrebassiste Ed Schuller.
En 1984, l’album It Should've Happened A Long Time Ago enregistré sur ECM inaugure le trio réuni par Motian avec Bill Frisell et Joe Lovano. Cette formation sera modulable au fil du temps par la collaboration de musiciens invités lors de concerts ou d’enregistrements (Marc Johnson, Lee Konitz, Dewey Redman, Geri Allen…). Le batteur reste en même temps très actif sur la scène du jazz en tant que sideman auprès de musiciens d’horizons et de nationalités différents : Henri Texier, Geri Allen, Masabumi Kikuchi, Marilyn Crispell, Enrico Pieranunzi ou Eric Watson.
Sa collaboration au Liberation Music Orchestra sera constante depuis sa création en 1969 jusqu’au début des années 2000.
À la fin des années 1990, il fonde le Trio 2000 + 1 avec, comme membres réguliers, Chris Potter (saxophone) et Larry Grenadier (contrebasse) auxquels s’ajoute un ou plusieurs musiciens invités. À la même période, il crée l’Electric Bebop Band regroupant deux guitaristes, deux saxophonistes, une basse et la batterie du leader, ce groupe revisitant pour la plupart, le répertoire bebop. Ces deux formations sont produites par la firme discographique allemande Winter & Winter.
Si depuis le milieu des années 2000, Paul Motian avait décidé de ne plus se produire à l’étranger, ce n’était nullement pour des raisons de santé mais à cause d'une certaine fatigue de la fréquence de ses voyages passés. Après avoir fêté ses 80 ans, c'était à New York que le musicien avait décidé de poursuivre sa longue carrière musicale, obligeant les musiciens européens à se rendre aux États-Unis pour enregistrer avec le batteur (Songs From The Last Century avec Daniel Yvinec, Guillaume de Chassy Mark Murphy et Alexandra Grimal).
Atteint d'une maladie de la moelle osseuse (syndrome myélodysplasique), il meurt le 22 novembre 2011 à l’hôpital Mont Sinaï (Harlem), à l'âge de quatre-vingts ans.

## Le musicien
Coloriste et créateur d’ambiance plus que rythmicien, le style de Paul Motian bouleverse les conventions de la batterie. La grosse caisse lui sert davantage à accentuer ses phrases musicales qu’à marquer le tempo (After Dark in Paul Bley Quartet de Paul Bley). Son jeu de balais impeccable et la délicatesse de son toucher font de lui un musicien facilement identifiable. Sa capacité d'aborder la batterie de manière mélodique ou rythmique s'inscrit facilement dans le concept initié par Bill Evans puis développé par la suite par Jimmy Giuffre où le rôle de chaque musicien est interchangeable (Not Two, Not One avec Paul Bley et Gary Peacock). Car, fait nouveau dans cette discipline, Paul Motian est un mélodiste de la batterie. Enfin, ses qualités de compositeur ont permis à d'autres musiciens l’enregistrement d’albums entièrement dévolus à la musique du batteur (Joel Harrison, The Music of Paul Motian).